# Zimmerman világháború
A Zimmerman világháború (World War Zimmerman) a South Park című amerikai animációs sorozat 240. része (a 17. évad 3. epizódja). Elsőként 2013. október 9-én sugározták az Egyesült Államokban. Magyarországon 2014. január 14-én mutatta be a magyar Comedy Central. Az epizód a "Z világháború" című filmet figurázza ki, valamint George Zimmerman ügyével foglalkozik, aki floridai otthonában lőtte le az afroamerikai Trayvor Martint.

## Cselekmény
|  | Alább a cselekmény részletei következnek! |

Cartman teltűnően kedvesen bánik Tokennel, és rémálmai vannak vele kapcsolatban, amikor elalszik Mr. Garrison óráján. Amikor elmegy Mr. Mackey-hez, azt mondja neki, hogy Token egy időzített bomba. Később láthatjuk, hogy Cartman rémálmaiban pontosan olyan szerepben van, mint Brad Pitt a "Z világháború" című filmben - annyi különbséggel, hogy élőhalottak helyett itt afroamerikaiak (és Token) támadnak rá és családjára, akiket felháborított, hogy nem találták bűnösnek George Zimmermant. Mivel a rémálmok nem maradnak abba, Cartman Mr. Mackey tanácsára ír egy verset Tokenhez, "Nem én voltam a golyó" címmel, amelyet később rapszámként is előad. Ebben arról beszél, hogy neki semmi köze nem volt a felmentő ítélethez. Token egy idő után megelégeli ezt, és a tornateremben kérdőre vonja, hogy miért ő sajnáltatja magát az ítélet miatt, és a többiekre is kifakad, amiért ezt végighallgatják. Cartman ettől pánikba esik, úgy érezve, hogy "kitört a járvány". Magához vesz egy Brad Pitt-túlélőkészletet, majd pisztollyal arra kényszerít egy nőt, hogy azonnal vezessen a repülőtérre. Beszáll egy repülőbe, majd közli a pilótával, hogy azonnal szálljon fel, mert eljött a világvége. Elmondása szerint az egyetlen esélyük, ha olyan helyre mennek, ahová nem ért el a fertőzés. Az irányítótorony nem válaszol a pilótának, mert ők is megijedtek, miután megtalálták a WC-n Cartman "túlélési útmutatóját". 
A repülőn Cartman felfedez egy afroamerikai utast a vécében, amitől pánikba esik és eltorlaszolja az ajtót. Az emberek elhiszik neki, hogy ő is fertőzött, amikor hangokat hallanak, miközben próbál szabadulni. A tömeghisztériában feltépik a repülő ajtaját, ráadásul amikor az utas végre kiszabadul, egyikük rálő, de a golyó gellert kap, rossz helyre csapódik be, és a gép zuhanni kezd. Becsapódik valahol a Sziklás-hegységben, és csak Cartman és a nő élik túl. A haldokló pilóta azt a tanácsot adja neki, hogy biztosan van egy zéró páciens, akitől az egész ered - Token. Mikor Cartman megígéri neki, hogy megállítja a "fekák lázadását", a pilóta döbbenten hallja ezt, majd meghal. Egy Tokenről készült rajzot bemutatnak a híradóban. Közben Cartman és a nő elmennek Jimbo fegyverboltjába, hogy puskát vegyenek. Jimbo azt mondja, hogy csak akkor lőhet le valakit, ha az illető betör a házába és közvetlenül fenyegeti őt. Az egyetlen kivétel ez alól, ha olyan államban van, ahol létezik az önvédelmi törvény, például Floridában. Cartman ennek hatására úgy gondolja, hogy nemcsak Token lelövésével lehet véget vetni mindennek, hanem úgy is, ha lelövi George Zimmermant. Egy újabb repülőre szállnak, ahol Cartman újra kiszúr egy feketét, ezért megismétlődik a repülő lezuhanása. A nőt halálra gázolja egy autó, Cartman viszont eljut a céljáig.
Zimmermanhez becsöngetnek a hadseregtől, és arra kérik, hogy lője le Tokent, aki megtagadja ezt. Váratlanul megérkezik a feketébe öltözött, arcát feketére festett Cartman, akit Zimmerman azonnal lelő. A hatóságok hősnek nevezik, ám abban a pillanatban, amikor rájönnek, hogy Cartman fehér, Zimmermant elítélik és kivégzik villamosszékben. Cartman túléli a lövést, majd később megpróbál a nyílt utcán bocsánatot kérni a zaklatott Tokentől. Az egész egy trükk, ugyanis rajzol maga köré egy kört, amibe amint Token belelép, azonnal lelövi, mondván, hogy belépett a területére. Később kiderül, hogy Cartman emiatt bíróságra került, de az esküdtszék felmentette. Mikor Mr. Mackey magához hívatja őket, Tokent feldühíti, hogy még neki kellene bocsánatot kérnie, és kifakad, hogy a területvédelmi törvény miért nem vonatkozik a fehérekre. Cartman ettől újra pánikba esik, elmenekül, majd az epizód végén egy újabb repülőgép zuhan le.

## Készítése
A Cartman álmával foglalkozó jeleneteket viszonylag hamar elkészítették, ugyanis a tizenhatodik és a tizenhetedik évad közötti alkotói szünetben Trey Parker és Matt Stone már kitalálták azt. Egész epizóddá szerették volna fejleszteni az ötletet, amit évadnyitó részként akartak bemutatni. Eredetileg az egész cselekmény csak álom lett volna, amiből Cartman felébredt volna a végén. Parker elmondta, hogy örült neki, hogy végül nem így tettek, mert ez a rész egyike volt azoknak, amelyeket az apja nem értett, és ez másként még rosszabb lett volna - olyasvalakinek, aki nem látta a "Z világháború" című filmet, ilyen formában az epizód keveset mondott volna.
Eredetileg Cartman tényleg úgy lelőtte volna Tokent, hogy az meg is halt volna. Parker és Stone ezt azért tervezte, mert "A Simpson családban" volt egy hasonló történetszál, de végül elálltak tőle.

## Fordítás
Ez a szócikk részben vagy egészben  a   World War Zimmerman című angol Wikipédia-szócikk ezen változatának fordításán alapul.  Az eredeti cikk szerkesztőit annak laptörténete sorolja fel. Ez a jelzés csupán a megfogalmazás eredetét és a szerzői jogokat jelzi, nem szolgál a cikkben szereplő információk forrásmegjelöléseként.